# 黔阳杜鹃
黔阳杜鹃（学名：Rhododendron qianyangense）为杜鹃花科杜鹃花属下的一个种。

## 扩展阅读
維基物種上的相關：黔阳杜鹃